# Monastère de Čitluk
Pour les articles homonymes, voir Čitluk.
Le monastère de Čitluk (en serbe cyrillique : Манастир Читлук ; en serbe latin : Manastir Čitluk) est un monastère orthodoxe serbe situé à Čitluk, dans le district de Mačva et dans la municipalité de Ljubovija en Serbie.
Le monastère, dédié à la Sainte Trinité, abrite une communauté de religieuses.

## Présentation
Le monastère se trouve dans la région du Podrinje, qui correspond au bassin de la rivière Drina. L'église de la Sainte-Trinité a été construite avant le Premier soulèvement serbe contre les Ottomans ; détruite pendant la rébellion puis restaurée en 1814 puis en 1878. L'église actuelle a été construite en 1966.
Un nouveau clocher a été érigé en 1995 et un konak a été construit en 1999.
Le monastère abrite une copie de l'icône de la Mère de Dieu de Tikhvine qui, pour certains, possèderait des vertus miraculeuses pour la santé des enfants.